# Período agroalfarero temprano
El período agroalfarero temprano es un período arqueológico usado para la clasificación de culturas arqueológicas de los pueblos originarios del noroeste argentino y norte y centro de Chile. Se desarrolla entre el 500 a. C. y el año 650 de nuestra era.

## En Chile
Dentro de las culturas que ocuparon El Quisco estuvieron las de El Bato y Llolleo, áreas culturales que caracterizaron al período temprano, coincidiendo sus fechas con las de la cultura Molle (200 a. C. y el 700 d. C.). En este período agroalfarero temprano, o formativo temprano, se distinguen coexistencias de poblaciones aún del período arcaico sudamericano con otros grupos de vinculación nortina (tradición Bato), y otros con desarrollo espacial más locales (complejo cultural Llolleo), pero localizados más al sur. En el ex islote de los Pájaros Niños, en Algarrobo (Chile), ahora unido al continente por el Molo de Abrigo del Club de Yates, aún quedan restos de un cementerio prehispánico de la cultura Llolleo. Este lugar se ubica al costado suroeste de la Cofradía Náutica del Pacífico Austral.

### Santiago de Chile

#### Santiago centro
En el centro mismo de la ciudad de Santiago de Chile, es decir en las calles circundantes a la plaza de armas, se han realizado hallazgos aislados, cuya documentación data de mediados de mediados del siglo XX. Durante los años ’60, producto de trabajos de construcción, en la calle Bandera n.° 237 se encontró una vasija cerámica de características atribuibles al Período Alfarero Temprano.
Posteriormente, producto de la realización de las excavaciones en la extensión de la Línea 5 del Metro de Santiago,  se encontraron tres sectores con posible ocupación temprana:
- uno de ellos frente al edificio del Museo Histórico Nacional de Chile,[1]
- otro en el costado poniente de la plaza de armas,[1]
- y por último en la intersección de las calles 21 de Mayo y Monjitas.[3][1]

Los dos primeros hallazgos parecieran asociarse a áreas domésticas de ocupación, mientras que el tercero se refiere al enterratorio de un párvulo. Dadas las características del material recuperado en estas excavaciones (cerámica con decoración incisa, incisa lineal puntada, hierro oligisto, mamelones), los tres sectores se asociaron a la Tradición Cultural Bato, definida para la zona central interior.

#### Periferia
Fuera del área céntrica tenemos una serie de otros sitios que han sido intervenidos en mayor extensión. El sitio Parque la Quintrala, ubicado en la Comuna de La Reina, presenta un sector de ocupación habitacional y otro de enterratorios. Los estudios del material arqueológico del primer sector (cerámica incisa, decoración con hierro oligisto, decoraciones con pintura roja, tembetá, etc.) permiten asociarlo a lo que se ha definido como expresión de la Tradición Bato para el interior de la zona central, con fechas que van entre el 20 a. C.. y 280 d. C. distribuidas en dos momentos ocupacionales principales y una posible ocupación posterior fechada en el 425 +/- 100 d. C., de menor relevancia. Con respecto al área de entierros por el momento no se han establecido claramente sus características así como tampoco queda clara su relación contextual con el sector habitacional antes mencionado, sin embargo por la posición de la mayoría de los cuerpos, así como por la presencia de ofrendas cerámicas, pareciera semejarse a lo conocido para el complejo cultural Llolleo de la zona central de Chile.
Otro de los sitios que presenta un contexto atribuido al período Alfarero Temprano de Chile Central, es el sitio Cerro Blanco, ubicado en la comuna de Recoleta, ciudad de Santiago, cuyo contexto podría atribuirse a la tradición cultural Bato.
En la ribera norte del río Mapocho, a los piés del cerro Manquehue, se encuentra ubicado el sitio El Mercurio. Se definieron dos áreas, una de enterratorios, donde se hallaron 36 individuos con ofrendas y ajuares, y un área con depósitos de basuras y restos culturales. Está última corresponde principalmente a una ocupación alfarera temprana que ha sido fechada entre el 300 +/- 140 d. C. y el 805 +/-120 d. C., a la que se asocian la mayor parte de los enterratorios, y cuyas características permiten adscribirlo al complejo cultural Llolleo. Sin embargo también se ha definido un momento de ocupación anterior en esta misma área, también atribuible al período Alfarero Temprano pero con características diferentes que han sido definidas como ‘Comunidades Iniciales’, y se ha fechado en 150 +/- 150 d. C.; 120 +/- 180 d. C.
Por último para el período alfarero temprano en el área de la ciudad de Santiago tenemos el sitio Radio Estación Naval, ubicado al interior de la Quinta Normal. Este sitio presenta material cultural cuyas características permiten designarlo como parte de las llamadas ‘comunidades iniciales’, y que presenta fechas que van desde el 180 a. C., 110 +/- 200 d. C. y 175 +/- 160 d. C.